# Нове-на-Ком'ї
Нове-на-Ком'ї́ (рос. Новое-на-Комье) — присілок у складі Грязовецького району Вологодської області, Росія. Входить до складу Ком'янського сільського поселення.

## Населення
Населення — 1 особа (2010; 0 у 2002).